# 小行星4385
小行星4385（4385 Elsässer）是一颗绕太阳运转的小行星，为主小行星带小行星。该小行星于1960年9月24日发现。

## 轨道参数
小行星4385的轨道半长轴为3.1716985 UA，离心率为0.18。